# Рункин, Василий Филиппович
Василий Филиппович Рункин (27 апреля 1924, Мокрое, Рязанская губерния — 12 декабря 2000) — советский хозяйственный, государственный и политический деятель.

## Биография
Родился в 1924 году в селе Мокрое. Участник Великой Отечественной войны, командовал ротой, закончил войну с инвалидностью в звании лейтенанта.
Окончил Ленинградский сельскохозяйственный институт. Кандидат экономических наук (1955 год).
С 1951 года — на хозяйственной, общественной и политической работе. В 1951—1954 гг. — инструктор сельскохозяйственного отдела Ленинградского обкома ВКП(б), второй секретарь Ефимовского (ныне Бокситогорского) райкома партии, в 1954—1966 гг. — председатель колхоза «Новый быт», превратил нерентабельное хозяйство в одно из лучших в районе. С 1966 года назначен директором совхоза «Матросово» Выборгского района Ленинградской области. Под его двадцатилетним руководством убыточный совхоз стал первым в Выборгском районе совхозом-миллионером (с годовой прибылью более миллиона рублей), одним из лучших хозяйств Ленинградской области, неоднократно отмеченным наградами общесоюзного уровня. В качестве руководителя В. Ф. Рункин заботился о внедрении передовых технологий, развернул строительство объектов не только сельскохозяйственного, но и социокультурного и жилого назначения. Избирался депутатом Верховного Совета РСФСР 6-го созыва, неоднократно избирался депутатом Ленинградского областного Совета народных депутатов.
С 1987 года — персональный пенсионер союзного значения. В 2003 году присвоено звание «Почётный гражданин Выборга».
Умер в 2007 году, похоронен в посёлке Советском. Именем Василия Рункина названа улица в посёлке Токарево.